# Kilimanjaro (vùng)
Kilimanjaro là một vùng của Tanzania, giáp biên giới với các hạt Kajiado và Taita Taveta của Kenya. Thủ phủ của vùng Kilimanjaro đóng tại Moshi. Vùng Kilimanjaro có diện tích 13309 ki lô mét vuông. Đến thời điểm điều tra dân số ngày 25 tháng 8 năm 2002, vùng Kilimanjaro có dân số 1381149 người.